# Saeid Mollaei
Saeid Mollaei (en persan : سعید ملایی, né le 5 janvier 1992 à Téhéran) est un judoka iranien et mongol combattant dans la catégorie des moins de 81 kg (mi-moyens). Il détient deux médailles mondiales, le bronze en 2017 et l'or en 2018. Il compte également quatre médailles continentales à son palmarès, trois aux Championnats d'Asie et une aux Jeux asiatiques. Il est vice-champion olympique en 2021.

## Carrière

### En représentant l'Iran
En 2015 et 2016, il est médaillé de bronze en moins de 81 kg aux Championnats d'Asie.
Il participe aux Jeux olympiques de 2016 mais est éliminé au premier tour par Khasan Khalmurzaev.
En 2017, il est médaillé d'argent aux Jeux de la solidarité islamique et aux Championnats d'Asie et médaillé de bronze dans la même catégorie aux Championnats du monde.
En 2018, il remporte la médaille d'argent des Jeux asiatiques et la médaille d'or des championnats du monde en moins de 81 kg.
Le 28 août 2019, il reçoit l'ordre d'un membre du comité olympique iranien d'abandonner face au Belge Matthias Casse en demi-finale des championnats du monde de judo pour qu'il n'ait pas à affronter l'Israélien Sagi Muki en finale. Cet ordre est accompagné de menaces envers sa famille, des agents de la sécurité nationale se trouvent alors au domicile de ses parents. Mollaei monte sur le tatami en larmes avant d'abdiquer sans tenter beaucoup d'attaques. Il s'incline également lors de son combat pour le bronze quelques instants plus tard pour ne pas avoir à monter sur le podium avec l'Israélien. Après avoir quitté l'Iran, il combat sous la bannière de l'équipe des réfugiés internationaux au Grand Slam d'Osaka. Quelques jours plus tard, il obtient la nationalité mongole pour laquelle il concourt aux Masters en décembre. Prenant en compte les circonstances particulières de son cas, le CIO accepte son changement de nationalité en mars 2020 et l'autorise à disputer les Jeux olympiques bien que le règlement stipule qu'un athlète doit représenter son pays trois ans avant de pouvoir disputer les JO pour son nouveau pays. La fédération iranienne de judo a fait appel de cette décision du CIO devant le Tribunal arbitral du sport, l'audience prévue le 9 avril a été ajournée à la suite de la pandémie de coronavirus.

### En représentant la Mongolie
En février 2021, Saeid Mollaei se rend en Israël pour participer au Grand Chelem de Tel Aviv, sous ses nouvelles couleurs, la Mongolie. 
Il est accueilli à l'aéroport par le président de la fédération israélienne de judo Moshe Ponte, et reçoit des ovations de la presse et de la population israélienne, enthousiaste de recevoir un sportif de haut niveau ayant renoncé à représenter l'Iran, ennemi juré d'Israël. Le judoka israélien Sagi Muki publie sur les réseaux sociaux une photo avec son adversaire datant de février 2020, légendée « Welcome brother », accompagnée des drapeaux israélien, iranien et mongol.
Lors du tournoi, Saeid Mollaei perd en finale contre le judoka ouzbek Sahrofiddin Boltaboev, et remporte la médaille d'argent pour la Mongolie. Il déclare en recevant sa médaille : « Je ne concours que pour la Mongolie. Je ne suis plus en compétition pour l'Iran. Cette partie est finie pour moi. J'ai toujours été un sportif, je ne me suis jamais engagé en politique. ».
Aux Jeux olympiques d'été de 2021 il se hisse en finale en remportant par ippon sa demi-finale face à Shamil Borchashvili.

## Palmarès

### Compétitions internationales
| Année | Compétition           | Lieu      | Résultat | Catégorie      |
| ----- | --------------------- | --------- | -------- | -------------- |
| 2015  | Championnats d'Asie   | Koweït    | 3e       | Moins de 81 kg |
| 2016  | Championnats d'Asie   | Tachkent  | 3e       | Moins de 81 kg |
| 2017  | Championnats d'Asie   | Hong Kong | 2e       | Moins de 81 kg |
| 2017  | Championnats du monde | Budapest  | 3e       | Moins de 81 kg |
| 2018  | Jeux asiatiques       | Jakarta   | 2e       | Moins de 81 kg |
| 2018  | Championnats du monde | Bakou     | 1er      | Moins de 81 kg |
| 2021  | Jeux olympiques       | Tokyo     | 2e       | Moins de 81 kg |

### Tournois Grand Chelem et Grand Prix
| Année | Compétition                | Lieu          | Résultat | Catégorie      |
| ----- | -------------------------- | ------------- | -------- | -------------- |
| 2015  | Grand Prix Samsun          | Samsun        | 3e       | Moins de 81 kg |
| 2015  | Grand Prix Oulan-Bator     | Oulan-Bator   | 3e       | Moins de 81 kg |
| 2017  | Grand Slam Bakou           | Bakou         | 2e       | Moins de 81 kg |
| 2017  | Grand Prix de Tbilissi     | Tbilissi      | 3e       | Moins de 81 kg |
| 2017  | Grand Slam Abu Dhabi       | Abu Dhabi     | 3e       | Moins de 81 kg |
| 2017  | Tournoi de La Haye         | La Haye       | 3e       | Moins de 81 kg |
| 2018  | Grand Slam de Düsseldorf   | Düsseldorf    | 1re      | Moins de 81 kg |
| 2018  | Grand Slam d'Ekaterinbourg | Ekaterinbourg | 3e       | Moins de 81 kg |
| 2021  | Grand Chelem de Tel Aviv   | Tel Aviv      | 2e       | Moins de 81 kg |
| 2022  | Masters mondial            | Jérusalem     | 2e       | Moins de 81 kg |